# Maria Jotuni
Maria Gustawa Jotuni, pierwotnie Haggrén, po mężu Jotuni-Tarkiainen (ur. 9 kwietnia 1880 w Kuopio, zm. 30 września 1943 w Helsinkach) – fińska powieściopisarka, nowelistka, autorka dramatów i krytyk literacki.

## Życiorys
Urodziła się 9 kwietnia 1880 jako Maria Gustawa Haggrén. Pochodziła z rodziny ziemiańskiej. Studiowała na Uniwersytecie Helsińskim historię i estetykę. Odbyła podróże do Niemiec i Szwajcarii. Zmieniła nazwisko obcego pochodzenia na nazwisko rdzennie fińskie, manifestując w ten sposób swój patriotyzm i przyłączając się w ten sposób do narodowego frontu w walce o niezawisłość Finlandii.
Wyszła za mąż za Viljo Tarkiainena, profesora literatury fińskiej, który odegrał istotną rolę w życiu kulturalnym Finlandii. Wywarł też niewątpliwie duży wpływ na rozwój osobowości pisarskiej żony. Małżeństwo miało dwóch synów: Jukkę i Tuttu.
Czasami jest uważana za wczesną feministkę, a według wnuka Kariego Tarkiainena jej pośmiertnie opublikowana powieść Rozpadający się dom (fiń. Huojuva talo, wyd. 1963), przedstawiająca negatywny obraz brutalnego męża, była oparta na doświadczeniach małżeńskich jego dziadków.

## Twórczość

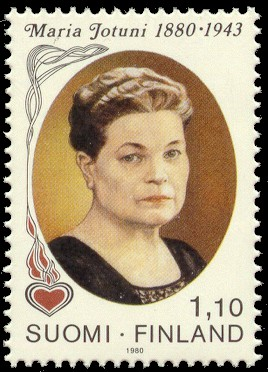
Maria Jotuni na znaczku pocztowym

Pisała nowele: Miłość (fiń. Rakkautta, 1907), Gdy pojawia się uczucie (fiń. Kun on tunteet, 1913), Dziewczyna w ogrodzie róż (fiń. Tyttö ruusutarhassa, 1927).
Za najwybitniejszą pozycję w zakresie prozy epickiej, uchodzącą za jedno ze szczytowych osiągnięć fińskiej nowelistyki jest opowiadanie Zwykłe życie (fiń. Arkielämää, 1909).
Jedną z najlepszych jej komedii jest Żona pantoflarza (fiń. Tohvelisankarin rouva, 1924), a za najwybitniejsze jej tragedie uważa się utwory: Moja wina (fiń. Olen syyllinen, 1929) oraz Klaus, pan na Louhikko (fiń. Klaus, Louhikon herra, 1942).

## Upamiętnienie
W 1980 została upamiętniona na znaczku pocztowym o wartości 1,10 marek fińskich.